# 迪波西特堡 (阿拉巴马州)
迪波西特堡（英語：Fort Deposit），是美国阿拉巴马州下属的一座城市。面积约为5.66平方英里（约合14.66平方公里）。根据2010年美国人口普查，该市有人口1,344人，人口密度为237.41/平方英里（约合91.68/平方公里）。